# Silouane Moussi
Silouane Moussi est le métropolite de l'archidiocèse grec-orthodoxe de Byblos et de Batroun. Il est né en 1967 à Maracay, au Venezuela.